# 托尼斯普里

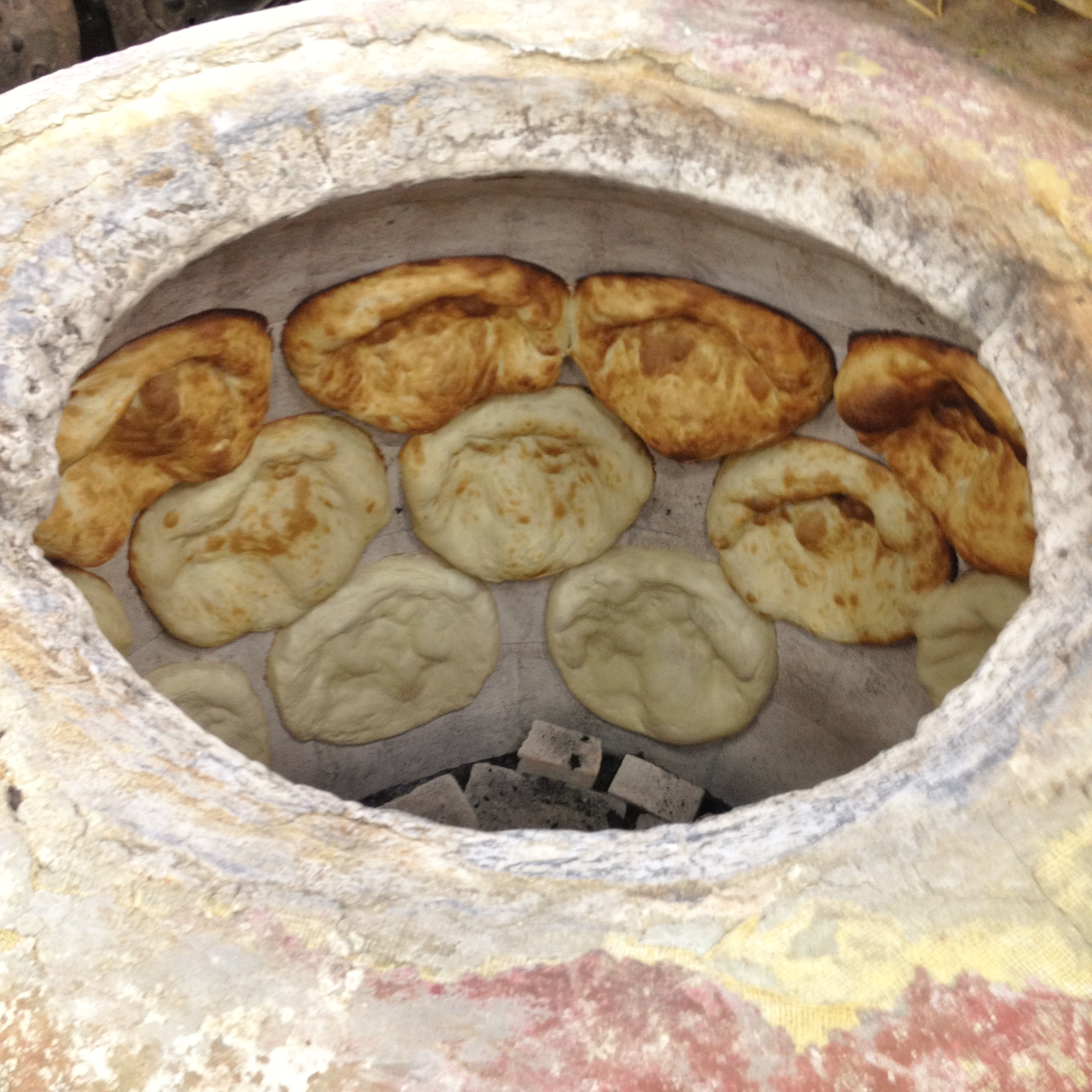
烘烤托尼斯普里

托尼斯普里是一種喬治亞麵包食物。和普通麵包不同的是，托尼斯普里經過炭火直接烘烤而成。托尼斯普里主要在復活節、聖誕節和新年，以及生日和婚禮等慶典時食用。